# 尾下正伸
尾下 正伸（おした まさのぶ）は、日本の元プロボクサー。栃木県宇都宮市出身。現在は東京都豊島区でキックボクシングジム「尾下塾」を経営。会長兼トレーナーを務めている。
また、多くのプロ格闘家の試合のセコンドとしても活動している。

## 来歴
1984年当時は栃木県立宇都宮高校サッカー部で主将を務める。
1987年当時は中央大学キックボクシング部で主将を務める。
1989年に大学卒業後、証券会社に18ヵ月勤務。優秀な営業マンに贈られる社長賞を2回獲得するなど、持ち前の人懐こさとフットワークで、優秀な成績を収める。
1994年、プロボクサーに転身。幼い頃からの夢を実現し、B級ランキング1位に登りつめる。
1996年、スパーリング中の目の怪我（網膜裂孔）により、3年間のプロボクサー生活にピリオドをうつ。プロボクシング戦績は6勝1敗だった。同年、豊島区東池袋の「東拳ボクシングジム」のチーフトレーナーに就任。選手を指導する中で独自のパンチ理論を考案。13年間で100人以上のプロボクサーやキックボクサー、空手家などを指導し、多くのハードパンチャーを育てる。
2009年　豊島区南池袋に「トータルフィットネスジム 尾下塾」をオープン。
2011年6月、出身地の栃木県より「とちぎ未来大使」に委嘱された。格闘界のチャンピオン量産トレーナーとしての活躍が認められる。

## 指導したアスリート
- 中村K太郎：総合格闘技の最高峰UFCファイター。初代修斗環太平洋ミドル級王者。第8代DEEPウェルター級王者。戦極SRCウェルター級グランプリシリーズ2010王者。
- 松本光史：総合格闘技・修斗世界王者。第12代修斗世界ウェルター級王者、第8代修斗環太平洋ウェルター級王者、2009年修斗ウェルター級新人王。※2017年より階級名称変更/現：ライト級
- 寺戸伸近：初代ISKA世界バンタム級王者。第24代全日本キックボクシング連盟バンタム級王者。第5代Krush -55kg王者。第2代M-1バンタム級王座。第2代RISE55kg級王者。
- 山本優弥：キックボクサー。K-1 WORLD MAX JAPAN GP2009･2011準優勝 、K-1 WORLD MAX WORLD GP2009第3位、 第23代全日本キックウェルター級王者、 第12回全日本新空手道選手権K-2GP軽量級王者。
- 石渡伸太郎：総合格闘家。第2代バンタム級キング・オブ・パンクラス、2005年アマ修斗全日本選手権ライト級準優勝。
- 越智晴雄：総合格闘家。第2代DEEPストロー級王者。
- ハチマキ：キックボクサー。初代REBELS-MUAYTHAIスーパーライト級王者、初代REBELS-MUAYTHAIライト級王者、第1回J-NETWORKアマチュア全日本トーナメントライト級優勝 。
- 一輝：キックボクサー。第5代NJKFライト級王者。
- 寺崎直樹：キックボクサー。第2代Krush-65kg級王者、元全日本ライト級5位。
- 大竹将人：キックボクサー。J-NETウェルター級王者、2009年J-NETウェルター級新人王。
- 上田将勝：総合格闘家。第5代修斗世界フェザー級王者。修斗2006年フェザー級新人王。
- 石毛大蔵：総合格闘家。第2代ウェルター級キング・オブ・パンクラシスト。
- 川口雄介：総合格闘家。初代DEEPメガトン級王者。
- 黒澤亮平：総合格闘家。第6代修斗世界ストロー級王者。
- 藤井伸樹：総合格闘家。第12代修斗環太平洋バンタム級王者。
- MOMOTARO:キックボクサー。WBCムエタイ インターナショナル フェザー級王者。 WBCムエタイ日本統一フェザー級王者。NJKFフェザー級王者
- 鈴木雄三：極真会館　第4回全世界ウェイト制軽重量級優勝。　全日本ウェイト制大会軽重量級4連覇。
- 中村知大：空道第4回世界大会-230級優勝
- 清水賢吾：RISE第3代ヘビー級王者。シュートボクシング初代ヘビー級王者。

## 著書
- （監修）『最強パンチ理論』スタジオタッククリエイティブ、2010年
- （監修）『最強パンチ理論・技術革命編』スタジオタッククリエイティブ、2011年
- （監修）『破壊力が格段に上がるハードパンチャー育成メソッド―映像編 』スタジオタッククリエイティブ、2012年